# Allium sannineum
Allium sannineum — вид трав'янистих рослин родини амарилісові (Amaryllidaceae), поширений у східному Середземномор'ї.

## Поширення
Населяє східне Середземномор'я — Ліван, Сирія, Ізраїль.
Зростає на глинистих ґрунтах на кам'янистих вапнякових схилах і субальпійських чи альпійських луках.

## Загрози та охорона
Зміна клімату, ймовірно, вплине на вид внаслідок зменшення тривалості та глибини снігового покриву, що вже спостерігалось на горі Кнайссе. Розвиток (гірські курорти та кар'єри) є потенційною загрозою для відомих груп населення Лівану; Видобуток у кар'єрі вже розпочався в одному місці в гірському Лівані (гора Кнайссе), з іншого гірським курортом (гора Саннін). Витоптування худобою (ВРХ та кози), ймовірно, впливає у всьому ареалі, тим більше, що у виду дрібні цибулини.
Субпопуляція на південних схилах гори Гермон перебуває в охоронній зоні.